# Amor International 1993
Die Amor International 1993 im Badminton fanden vom 9. bis zum 11. April 1993 in der Evenementenhal des Martinihalcomplexes in Groningen statt.

## Sieger und Platzierte
| Disziplin    | Gold                               | Silber                    | Bronze                                |
| ------------ | ---------------------------------- | ------------------------- | ------------------------------------- |
| Herreneinzel | Marleve Mainaky                    | Jim Mailer                | Lioe Tiong Ping                       |
| Herreneinzel | Marleve Mainaky                    | Jim Mailer                | Andrei Antropow                       |
| Dameneinzel  | Camilla Martin                     | Monique Hoogland          | Irina Serova                          |
| Dameneinzel  | Camilla Martin                     | Monique Hoogland          | Natalja Ivanova                       |
| Herrendoppel | Andrei Antropow Nikolai Sujew      | Stefan Frey Stephan Kuhl  | Pierre Pelupessy Quinten van Dalm     |
| Herrendoppel | Andrei Antropow Nikolai Sujew      | Stefan Frey Stephan Kuhl  | Henrik Olsen Morten Sandal            |
| Damendoppel  | Natalja Ivanova Julia Martynenko   | Catherine Rosalina Riseu  | Camilla Martin Pia Sørensen           |
| Damendoppel  | Natalja Ivanova Julia Martynenko   | Catherine Rosalina Riseu  | Monique Hoogland Erica van den Heuvel |
| Mixed        | Quinten van Dalm Nicole van Hooren | S. Herawati Paulus Firman | Nikolai Sujew Marina Yakusheva        |
| Mixed        | Quinten van Dalm Nicole van Hooren | S. Herawati Paulus Firman | Ron Michels Erica van den Heuvel      |